# National Security Agency
A National Security Agency (NSA, magyarul Nemzetbiztonsági Ügynökség) az Amerikai Egyesült Államok rádióelektronikai, jelhírszerzéssel foglalkozó (SIGINT) hírszerző szervezete, az Egyesült Államok Hírszerző Közösségének az egyik legnagyobb költségvetésű és létszámú tagja, önálló nemzetbiztonsági szolgálat. Az Amerikai Védelmi Minisztérium alárendeltségében működik. Tevékenységi körébe tartozik a külföldre irányuló rádiófelderítés tervezése, koordinálása, irányítása, beleértve az internetes forgalom ellenőrzését, valamint a hazai információbiztonság (INFOSEC) védelme, a kriptográfia, azaz a külföldi rejtjelfejtés és a hazai rejtjelzés biztonságának védelme. 1952. november 4-én hozta létre Harry S. Truman elnök főleg az addig a Külügyminisztérium alá tartozó rádiótechnikai felderítő szervezetek összevonásával és a Védelmi Minisztérium irányítása alá helyezésével.
Az NSA volt az egyik főszereplője a még a hidegháborúban indult, de utána is évtizedeken át folytatott ECHELON műveletnek is, amelyben az Egyesült Államok és Nagy-Britannia biztonsági együttműködési egyezménye alapján (UKUSA Security Agreement) még további három ország, Ausztrália, Kanada és Új-Zéland vett részt, és amelynek fő tevékenysége a kereskedelmi távközlési műholdak adatforgalmának ellenőrzése volt. Mára ez a tevékenység minden bizonnyal alaposan átalakult.
Az NSA-nak nem tartozik a hatáskörébe az emberi erőforrásokkal folytatott hírszerzés, a HUMINT mint például a CIA és a DIA esetében. Ezzel szemben a feladata koordinálni a többi titkosszolgálat tevékenységének SIGINT elemeit. Erre a koordináló tevékenységre hozták létre az NSA igazgatója vezetésével a Central Security Service (Központi Biztonsági Szolgálat, CSS) nevű szervezetet. Az NSA igazgatója emellett a United States Cyber Command (USCYBERCOM), az Egyesült Államok Kiberhadviselési Parancsnokságának a főnöke is.
Az NSA tevékenysége 2013 nyarán reflektorfénybe került Edward Snowden leleplezései nyomán. A titkosszolgálat tevékenységének sok részlete nyilvánosságra került, ami nagy politikai károkat okozott az Egyesült Államoknak, az NSA-t pedig több éves kárelhárító program megtervezésére és végrehajtására kényszeríti.

## Története

### Előtörténet
A szervezet tevékenységének előzményei az első világháború idejéig követhetők vissza az Egyesült Államokban. 1917. április 28-án, három héttel a Németországnak szóló hadüzenet után Washingtonban egy kriptográfiai, kódfejtő részleget hoztak létre a katonai hírszerzés 8. szekciója néven (MI-8, Cipher Bureau and Military Intelligence Branch, Section 8). Vezetője Herbert O. Yardley lett, aki két polgári alkalmazottal kezdte meg a munkát. 1918 júliusától átvette haditengerészet rejtjelfejtő részlegét is. A háború után, 1919 májusában a szervezet New Yorkba költözött, és ott folytatta munkáját Code Compilation Company néven Yardley irányítása alatt.

#### A „Fekete Szoba”

A Western Union az első világháború idejétől lehetővé tette a távirati forgalom ellenőrzését a titkosszolgálat számára

A szervezetet Fekete Szobának (Black Chamber) is hívták, a francia Cabinet noir kifejezés nyomán, ami hagyományosan a postai szolgálatokban elhelyezett levélbontó részlegek elnevezése volt Európában. Irodái a Manhattanben, a keleti 37. utcán voltak. A szervezet feladata a külföldi kormányok kommunikációs kódjainak feltörése volt. Tevékenységét a külügyminisztérium (State Department) és a hadügyminisztérium (War Department) támogatta. A Black Chamber rávette a legnagyobb amerikai távírótársaságot, a Western Uniont, hogy ellenőrizhesse a rajta áthaladó távirati forgalmat.
A szervezetet 1929-ben felszámolták, mert Henry L. Stimson akkori külügyminiszter úgy vélekedett, hogy „úriemberek nem olvassák más postáját”.

### A második világháborúban és utána
A második világháborúban létrehozták a Signal Security Agency (SSA, Híradásbiztonsági Ügynökség) nevű szervezetet az ellenséges kommunikáció begyűjtésére és megfejtésére. A háború befejeztével az SSA-t átszervezték és létrehozták helyette az Army Security Agency (ASA, Hadsereg Biztonsági Ügynökség) nevű egységet, a katonai hírszerzés vezetőjének (Director of Military Intelligence) irányítása alatt.
1949. május 20-án az addigra már szerteágazó összes többi kriptográfiai tevékenységet egyesítették az Armed Forces Security Agency (AFSA, Fegyveres Erők Biztonsági Ügynöksége) nevű szervezetben, a Védelmi Minisztérium irányítása, a Joint Chiefs of Staff parancsnoksága alatt. Tevékenységébe azonban nem tartozott bele a hírszerzési kommunikációs információgyűjtés, a COMINT és nem tudta kielégíteni a Külügyminisztérium, a CIA, az FBI és más szervezetek ilyen jellegű igényeit. 1951 decemberében Harry S. Truman elnök átfogó vizsgálatot rendelt el e hiányosságok miatt és ennek nyomán hozta létre rendeletével 1952. október 24-én az NSA-t. A szervezetet létrehozó elnöki rendelet maga is, és ezzel a szervezet létezése is titkos volt, ezért a bennfentesek maguk között az NSA rövidítést tréfásan így oldották fel: No Such Agency azaz „Nincs Ilyen Ügynökség”.

#### SHAMROCKművelet
1945 augusztusában indult a SHAMROCK művelet amelynek keretében az NSA elődje, az Armed Forces Security Agency, majd az NSA mikrofilmen rögzített minden táviratot, ami belépett vagy kilépett az Egyesült Államokból a Western Union és társult cégei rendszerén keresztül. A hírszerzési szempontól érdekes anyagokat továbbították a társ-titkosszolgálatoknak, mint az FBI, a CIA, a Secret Service, a Bureau of Narcotics and Dangerous Drugs (BNDD), illetve a Védelmi Minisztériumnak. Mindez a tevékenység bírói engedély, felhatalmazás nélkül folyt.
A SHAMROCK aktivitásának csúcsidőszakában havi 150 000 üzenetet rögzítettek és analizáltak az NSA szakemberei. 1975 májusában azonban a Kongresszusban a program kritikusai vizsgálatokat indítottak a jogsértések miatt, ezért végül Lew Allen, az NSA akkori igazgatója leállította a műveletet.

#### MINARETművelet
A SHAMROCK művelethez hasonlóan a MINARET keretében szintén lehallgatta amerikai állampolgárok elektronikus kommunikációját is az NSA, és az operatív szempontból fontos adatokat továbbította azt más amerikai belbiztonsági illetve hírszerző titkosszolgálatoknak.
A megfigyelendő amerikai állampolgárok listáját más kormányzati szervek, titkosszolgálatok állították össze. A folyamatnak egyáltalán nem volt igazságügyi felügyelete, bírói engedélyről szó sem volt. 1967 és 1973 mintegy 6000 külföldi személy, valamint 1600 szervezet illetve amerikai állampolgár kommunikációját figyelték meg ennek a műveletnek a keretében. Lew Allen, az NSA akkori igazgatója a Szenátus Hírszerzési Bizottsága előtt 1975-ben elmondta, hogy a lehallgatott amerikai állampolgárokról az NSA 3900 jelentést készített.
A hazai célszemélyek között voltak a vietnámi háború tekintélyes ellenzői is, mint Howard Baker szenátor, Martin Luther King, vagy Muhammad Ali, Jane Fonda, Art Buchwald.
Az NSA brit társszerve, a Government Communications Headquarters („Kormányzati Kommunikációs Főhadiszállás”, GCHQ) is részt vett ebben a programban, és a maga részéről is megfigyelt neves amerikai személyiségeket is, mint Tom Hayden és Jane Fonda. A begyűjtött adatokat átadta az NSA-nek.
Az 1975-ös szenátusi vizsgálatot Frank Church szenátor vezette, aki maga is célszemélye volt a műveletnek. A vizsgálat, amire a Watergate-botrány nyomán került sor, megállapította, hogy az NSA rutinszerűen sértette tevékenységével az amerikai törvényeket.
A SHAMROCK és a MINARET műveletekkel kapcsolatos szenátusi és kongresszusi viták eredményeképpen 1978-ban elfogadták a Foreign Intelligence Surveillance Act („Külföldi hírszerzési felügyeleti törvény”, FISA), ami korlátozta az NSA hatáskörét és rögzítette a bírói engedélyezés és a jogi felülvizsgálati lehetőség szükségességét. Emellett 1980-ban belső szabályzatot is alkottak U.S. Signals Intelligence Directive 18 (USSID) néven a hírszerző közösség számára az elektronikus hírszerzés jogi feltételeiről, szabályairól, annak érdekében, hogy korlátozzák az amerikai állampolgárok megfigyelésének lehetőségét. majd azt módosították 1993-ban.
Ez a két jogi dokumentum, a FISA és a USSID alkották ezután a SIGINT tevékenység jogi feltételrendszerét, bár értelmezésükről további viták is voltak. A végrehajtó hatalom, különösen George W. Bush elnöksége alatt, mindig kiterjesztően értelmezte azokat, szemben a kongresszussal.

#### Tonkini incidens
A vietnámi háború kirobbantására, az Egyesült Államok nyílt bekapcsolódására ürügyet adó tonkini incidens (1964) tálalásában az NSA fontos szerepet játszott. Az ügynökség egyik történésze már 2001-ben megállapította, hogy az NSA korabeli jelentései és különösen azok akkor nyilvánosságra hozott változatai torzításokat tartalmaztak az USA hadba lépésének alátámasztása érdekében.

#### Terrorizmus elleni küzdelem
1986-ban az NSA elfogta és megfejtette a líbiai kormány belső kommunikációját a berlini diszkó-robbantás után. (Ismeretlenek bombát robbantottak egy akkori nyugat-berlini diszkóban, ahová főleg amerikai katonák jártak.) Az NSA információi bizonyították, hogy a terrorcselekményt a líbiai kormány szervezte. Ennek nyomán Ronald Reagan elnök elrendelte Líbia büntető jellegű bombázását. Bejelentésével az elnök addig példátlan módon azt is nyilvánosságra hozta, hogy az NSA feltörte a líbiai kormányzati kommunikáció rejtjelrendszerét.

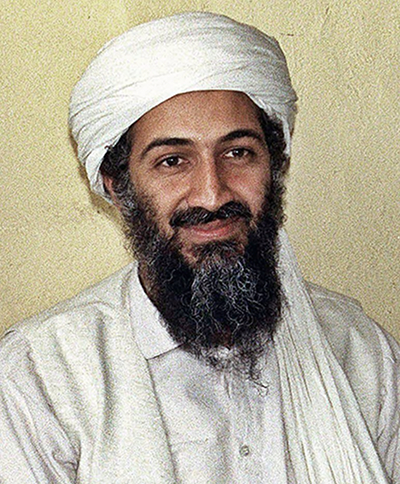
Oszáma bin Láden Afganisztánba költözésétől, az 1980-as évektől az NSA minden műholdas telefonbeszélgetését rögzítette, összesen több mint 2000 perc hanganyagot

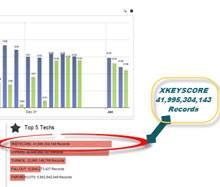
A kiszivárgott dokumentum szerint a X-KEYSCORE kommunikációs eseményt rögzített.

A 2001. szeptember 11-ei terrortámadások után az NSA új IT-rendszerek létrehozásával óriási erőfeszítéseket tett az internet és a mobiltelefónia ellenőrzésének kiteljesítésére. Több versengő rendszert is kipróbáltak a cél elérése érdekében, mint a ThinThread, a Trailblazer és a Turbulence projektek. A versenyt sok vita és néhány kiszivárogtatás is kísérte. A szervezet mindenesetre leküzdötte a nehézségeket, és hatalmas anyagi ráfordítások eredményeképpen hatékony globális megfigyelő rendszert hozott létre, amire aztán Edward Snowden 2013-as leleplezései vetettek fényt.

#### Ipari kémkedés
1999-ben az Európai Parlament nyilvánosságra hozta az ipari kémkedésről szóló többéves vizsgálódásának eredményét. A jelentésben előkelő helyen szerepel az NSA ilyen jellegű tevékenysége.

## Az NSA globális megfigyelő rendszerének 2013-as leleplezése
Edward Snowden, az NSA korábbi szerződéses munkatársa 2013 nyarán számos dokumentumot hozott nyilvánosságra, amelyek fényt derítettek az NSA globális lehallgató tevékenységének méreteire. A leleplezések óriási világvisszhangot váltottak ki.
Nyilvánosságra került, hogy az NSA világszerte több mint egy milliárd ember telefonos és internetes kommunikációját követi figyelemmel és nem csak a terrorizmusról, hanem külpolitikai, gazdasági, konkrét kereskedelmi témákról is adatokat gyűjt. Egy, a titkosság alól feloldott dokumentumból például kiderül, hogy a szervezet 2006 és 2009 között a saját szabályaival is ellentétesen figyelt meg folyamatosan 17 835 telefonvonalat. 2012 közepén az ügynökség naponta több mint 20 milliárd kommunikációs eseményt (internet és telefon) rögzített.
Az NSA kiterjedt kémtevékenységet folytatott az Európai Unió, az Egyesült Nemzetek Szervezete és számos olyan kormányzat ellen is, amelyek egyébként az Egyesült Államok szoros szövetségesei.
A szervezet naponta több százmillió mobiltelefon helyét, mozgását követi, és ezen keresztül térképezi fel tulajdonosaik mozgását és kapcsolatait. A dokumentumok szerint hozzáférése van a Google, a Microsoft, a Facebook, a Yahoo, a YouTube, az AOL, a Skype, az Apple és a Paltalk rendszeréhez. Sikerrel töri fel az interneten használt titkosítási megoldásokat. A szervezet által a „legátfogóbb” elektronikusadat-gyűjtő rendszernek nevezett X-KEYSCORE segítségével százmilliók online tevékenységéről képesek (akár valós időben) adatokat gyűjteni. Az Edward Snowden által kiszivárogtatott diák szerint a X-KEYSCORE képes lehallgatni bármilyen HTTP-n átfolyó adatot, és ezáltal képes megfigyelni a felhasználók által gyakran látogatott oldalakat, köztük a Facebook-ot, a Yahoo-t, a Google-t, a Twitter-t,a Myspace-t és a Wikipédiát is. A szervezet szerint az „egyes oldalakon a naponta fogadott adatmennyiség (több mint 20 terabájt) [...] mindössze 24 óráig tárolható ”.
Az íróasztalomnál ülve bárkit megfigyelhettem, önt vagy a könyvelőjét, egy szövetségi bírót vagy akár az elnököt is, ha rendelkezésemre állt egy személyes emailcím.
Az Egyesült Államokban különösen nagy felháborodást keltett, hogy a szervezet százmilliós nagyságrendben gyűjtött adatokat amerikai állampolgárokról is, mivel a 2001 után elfogadott Patriot Act antiterrorista törvényt úgy értelmezte, hogy az Egyesült Államok teljes belső kommunikációját ellenőrizheti akkor is, ha nyilvánvaló, hogy csak egy kis töredék lehet releváns antiterrorista szempontból.
Az NSA a begyűjtött adatokat továbbítja a kábítószer-ellenes hivatalnak, az adóhatóságnak és más kormányzati szerveknek, amelyek azt bűnüldözési céllal használják fel. A nyomozó ügynököket arra utasították, hogy a munkájuk során kreáljanak olyan nyomozati szálakat, amelyek révén el lehet rejteni az információ igazi forrását.
Az NSA kémkedett olyan befolyásos moszlim személyek magánélete (például a pornográfia használata az interneten) iránt is, akikkel szemben semmiféle gyanú nem merült fel, pusztán a vallási vagy politikai nézeteiket értékelték „radikálisnak”.

## Szervezete

### A szervezeti felépítés nyilvánosságra került részletei 2013 nyarán
Edward Snowden 2013 júniusában nyilvánosságra hozta ismereteit az NSA sok titkáról, köztük a szervezeti felépítés egyes részleteiről is. Ezeket a lelepleződés után természetesen meg is változtathatták, amennyiben azt titokvédelmi okokból szükségesnek értékelték a kárelhárítás során.
Az NSA ekkoriban mintegy 12 fő igazgatóságot (directorate) foglalt magába, amiket egy-egy betűvel jelöltek. Az igazgatóság tovább oszlottak osztályokra (division) és egységekre (unit). Az alacsonyabb szintű szervezetei egységeket számokkal jelölték, amik az igazgatóság betűjelét követték; minden alacsonyabb szint eggyel többjegyű számot kapott.
Az NSA 2013-as szervezeti felépítéséről a következő adatok kerültek nyilvánosságra:

A Boundless Informant tevékenységének „hőtérképe”. Snowden arra hívta fel a figyelmet, hogy az eszköz több adatot gyűjt amerikai állampolgárokról az USA-ban, mint oroszokról Oroszországban. (Magyarország iránt a térkép teljes érdektelenséget jelez.)

- F – Ez az igazgatóság csak az F6-tal jelölt szervezeti egységéről ismeretes, aminek neve másképpen Special Collection Service(fr) (Speciális gyűjtőszolgálat, SCS). Ennek a feladata a CIA-vel együttműködve 1978 óta, a fizikai behatolás külföldi objektumokba lehallgató és más adatgyűjtő technikai eszközök elhelyezése érdekében.[49]

- G – Az igazgatóság a G112-es egységről ismeretes, ami az U–2-es felderítő repülőgépeket látta el technikai eszközökkel.[50]

- I – Information Assurance Directorate (Információ-biztosítási Igazgatóság, IAD), az egyesült államokbeli országos információs rendszerek biztonságával foglalkozik, ami az NSA legfontosabb feladatai közé tartozik.

- J – Ez az igazgatóság csak a J2 egység létezéséből ismert, aminek teljes neve a Cryptologic Intelligence Unit (Rejtjelzési hírszerzési egység)

- L – Felszerelés és logisztika

- M – Személyi ügyek

- Q – Biztonság és kémelhárítás

- R – Kutatási igazgatóság – kutatási tevékenység az elektronikus hírszerzés és a belső információbiztonság terén.[51]

- S – Signals Intelligence Directorate (Elektronikus hírszerzési igazgatóság, SID). Ez az igazgatóság a felelős az NSA egyik fő tevékenységéért, az elektronikus hírszerzési adatok (SIGINT) begyűjtéséért, elemzéséért, feldolgozásáért és a megrendelőkhöz történő eljuttatásért. Az igazgatóságot igazgató és egy helyettes vezeti. A következő osztályokból áll:
  - S1 – Fogyasztói kapcsolatok
  - S2 – Elemző és feldolgozó központok, a következő úgynevezett termékvonalakkal:
    - S2A: Dél-Ázsia, S2B: Kína és Korea, S2C: Nemzetközi biztonság, S2E: Közel-Kelet/Ázsia, S2F: Nemzetközi bűnözés, S2G: Tömegpusztító fegyverek elterjedése elleni harc, S2H: Oroszország, S2I: Terrorizmus-elhárító tevékenység, S2J: Fegyverek és a világűr, S2T: Aktuális fenyegetések

  - S3 – Adatok beszerzése, ami az alábbi egységekre oszlik tovább:
    - S31 – Cryptanalysis and Exploitation Services (Rejtjelfejtés, CES)
    - S32 – Tailored Access Operations (TAO). Ez az úgynevezett „testre szabott behatolási műveletek” részlege, ami külföldi számítógépes hálózatokba történő behatolással foglalkozik. Ez a részleg egyedül több mint 1000 katonai és polgári hackert, elemzőt, hardver- és szoftver-szakértőt, mérnököket és más szakembereket foglalkoztat.[52]
    - S33 – Global Access Operations (Globális hozzáférési műveletek, GAO). Ez a részleg felelős a külföldi műholdak és más nemzetközi platformok kommunikációjához történő hozzáférésért.[53] Ennek a tevékenységnek az egyik fontos része a Boundless Informant kódnevű eszköz használata, amit szintén Edward Snowden ismertetett meg a világ közvéleményével.
    - S34 – Collections Strategies and Requirements Center (Az adatgyűjtési stratégiák és a szükségletek központja)
    - S35 – Special Source Operations (Speciális források műveletei, SSO). Hazai és más speciális adatgyűjtési programokért felelős, mint például a PRISM és a FAIRVIEW program.[53][54]

- T – Technikai igazgatóság (TD)
- Oktatási és kiképzési igazgatóság
- Directorate for Corporate Leadership (tevékenységi köre nem ismeretes)
- Külkapcsolati igazgatóság (a külföldi hírszerző partnerekkel fenntartott kapcsolatokért felelős, például az UKUSA egyezmény keretében.
- Beszerzési igazgatóság

A hatalmas szervezet naprakész és hatékony irányítása igen bonyolult feladat. 2000-ben ennek megoldására egy vezetői csapatot hoztak létre az NSA igazgatója, helyettese és a három legfontosabb igazgatóság, a Signals Intelligence (SID vagy röviden S), az Information Assurance (IAD vagy röviden I) és a Technical Directorate (TD vagy röviden T) vezetőinek részvételével. A többi részleg vezetője egy alacsonyabb osztályú vezetői csapatba került.
A 2001-es terrortámadások után George W. Bush elnök kezdeményezte az Elnöki Megfigyelői Program (President's Surveillance Program, PSP) létrehozását, ami az elnök politikai és jogi lehetőségeivel ideiglenesen felülírta a jogi korlátozásokat. Az NSA ennek alapján létrehozott egy éjjel-nappal működő elemző központot (Metadata Analysis Center, MAC), amit 2004-ben az Advanced Analysis Division (AAD) létrehozása követett a Signals Intelligence Directorate keretében. Ezek már elsősorban az internetes és mobiltelefonos forgalom felügyeletére és elemzésére szakosodtak.
Az információk kezelésének egyik kulcsproblémája azok megosztása úgy, hogy azok oda és csak oda jussanak el, ahol az amerikai hírszerzési érdekeknek megfelelően hasznosulhatnak. Erre jött létre egy Information Sharing Services (ISS) nevű egység, vezetővel és helyettes vezetővel, aminek létezésére az egyik bírósági dokumentum derít fényt.

### Az NSA igazgatói
Az NSA vezetői az Egyesült Államok mindenkori hatalmi struktúrájának legfelső vezetői közé tartoznak. Az első igazgató rendfokozata vezérőrnagy (kétcsillagos tábornok) volt, utódai mind három- vagy négycsillagos tábornokok, illetve tengernagyok lettek. Keith B. Alexander, a szervezet 2006-2014 közötti igazgatója már 2013 októberében bejelentette 2014. márciusi visszavonulását. Utódja Michael S. Rogers altengernagy.
| #  | Igazgató           | Fénykép | Fegyvernem      | Időszak   | Elnöki időszakok                             |
| -- | ------------------ | ------- | --------------- | --------- | -------------------------------------------- |
| 1  | Ralph Canine       |         | hadsereg        | 1952–1956 | Harry S. Truman Dwight D. Eisenhower         |
| 2  | John Samford       |         | légierő         | 1956–1960 | Dwight D. Eisenhower                         |
| 3  | Laurence Frost     |         | haditengerészet | 1960–1962 | Dwight D. Eisenhower John Fitzgerald Kennedy |
| 4  | Gordon Blake       |         | légierő         | 1962–1965 | John F. Kennedy Lyndon B. Johnson            |
| 5  | Marshall Carter    |         | hadsereg        | 1965–1969 | Lyndon B. Johnson Richard Nixon              |
| 6  | Noel Gayler        |         | haditengerészet | 1969–1972 | Richard Nixon                                |
| 7  | Samuel C. Phillips |         | légierő         | 1972–1973 | Richard Nixon                                |
| 8  | Lew Allen          |         | légierő         | 1973–1977 | Richard Nixon Gerald Ford Jimmy Carter       |
| 9  | Bobby Ray Inman    |         | haditengerészet | 1977–1981 | Jimmy Carter Ronald Reagan                   |
| 10 | Lincoln Faurer     |         | légierő         | 1981–1985 | Ronald Reagan                                |
| 11 | William Odom       |         | hadsereg        | 1985–1988 | Ronald Reagan                                |
| 12 | William Studeman   |         | haditengerészet | 1988–1992 | Ronald Reagan George H. W. Bush              |
| 13 | John M. McConnell  |         | haditengerészet | 1992–1996 | George H. W. Bush Bill Clinton               |
| 14 | Kenneth Minihan    |         | légierő         | 1996–1999 | Bill Clinton                                 |
| 15 | Michael Hayden     |         | légierő         | 1999–2005 | Bill Clinton George W. Bush                  |
| 16 | Keith B. Alexander |         | hadsereg        | 2005–2014 | George W. Bush Barack Obama                  |
| 17 | Michael S. Rogers  |         | haditengerészet | 2014–2018 | Barack Obama Donald Trump                    |

### Az NSA igazgatóhelyettesei
A hatalmas szervezet napi irányításában döntő szerepe van a mindenkori, egyetlen igazgatóhelyettesnek. A 2014 januárjában hivatalba lépett jelenlegi, sorrendben 18. igazgatóhelyettes, Richard Ledgett fő feladata a 2013-as kiszivárogtatások utáni kárelhárítás. Ő sem visel katonai rendfokozatot, hasonlóan sok elődjéhez. A posztot eddig két nő is betöltötte.
| Időszak     | Igazgatóhelyettes                                 |
| ----------- | ------------------------------------------------- |
| 1952 – 1953 | Joseph N. Wenger ellentengernagy, haditengerészet |
| 1953 – 1956 | John Ackerman dandártábornok, légierő             |
| 1956 – 1956 | John A. Samford vezérőrnagy, légierő              |
| 1957 – 1957 | Joseph H. Ream                                    |
| 1957 – 1958 | Howard T. Engstrom                                |
| 1958 – 1974 | Louis W. Tordella, haditengerészet                |
| 1974 – 1978 | Benson K. Buffham                                 |
| 1978 – 1980 | Robert E. Drake                                   |
| 1980 – 1982 | Ann Z. Caracristi                                 |
| 1982 – 1986 | Robert E. Rich                                    |
| 1986 – 1988 | Charles R. Lord                                   |
| 1988 – 1990 | Gerald R. Young                                   |
| 1990 – 1994 | Robert L. Prestel                                 |
| 1994 – 1997 | William P. Crowell                                |
| 1997 – 2000 | Barbara McNamara                                  |
| 2000 – 2006 | William B. Black, Jr.                             |
| 2006 – 2014 | John C. Inglis                                    |
| 2014 –      | Richard Ledgett                                   |

### Az NSA költségvetése a többi nagy amerikai hírszerző szervezethez viszonyítva
A Washington Postnak Edward Snowden leleplezései után készült oknyomozó cikke szerint az Egyesült Államok hírszerző szerveinek együttes költségvetése 2013-ban 52,6 milliárd USD volt. Az alábbi táblázatok az öt legnagyobb ügynökség adatait tartalmazzák.(Adatok milliárd USD-ben)
| A szervezet neve | A szervezet neve                         | Igazgatási és fenntartási költségek (Management and support) | Adatbeszerzés (Data collection) | Adatfeldolgozás és értékelés (Data processing and exploitation) | Adatelemzés (Data analysis) | Összesen |
| ---------------- | ---------------------------------------- | ------------------------------------------------------------ | ------------------------------- | --------------------------------------------------------------- | --------------------------- | -------- |
|                  | Central Intelligence Agency              | 01,8                                                         | 11,50                           | 0,387                                                           | 1,10                        | 14,787   |
|                  | National Security Agency                 | 05,2                                                         | 02,50                           | 1,60                                                            | 1,50                        | 10,80    |
|                  | National Reconnaissance Program          | 01,8                                                         | 06,00                           | 2,50                                                            | –                           | 10,30    |
|                  | National Geospatial-Intelligence Program | 02,0                                                         | 00,537                          | 1,40                                                            | 0,973                       | 04,910   |
|                  | General Defense Intelligence Program     | 01,7                                                         | 01,30                           | 0,228                                                           | 1,20                        | 04,428   |
| Összesen         | Összesen                                 | 12,5                                                         | 21,837                          | 6,115                                                           | 4,773                       | 45,225   |

## Fordítás
- Ez a szócikk részben vagy egészben  a   National Security Agency című angol Wikipédia-szócikk ezen változatának fordításán alapul.  Az eredeti cikk szerkesztőit annak laptörténete sorolja fel. Ez a jelzés csupán a megfogalmazás eredetét és a szerzői jogokat jelzi, nem szolgál a cikkben szereplő információk forrásmegjelöléseként.
- Ez a szócikk részben vagy egészben  a   Project SHAMROCK című angol Wikipédia-szócikk ezen változatának fordításán alapul.  Az eredeti cikk szerkesztőit annak laptörténete sorolja fel. Ez a jelzés csupán a megfogalmazás eredetét és a szerzői jogokat jelzi, nem szolgál a cikkben szereplő információk forrásmegjelöléseként.
- Ez a szócikk részben vagy egészben  a   Project MINARET című angol Wikipédia-szócikk ezen változatának fordításán alapul.  Az eredeti cikk szerkesztőit annak laptörténete sorolja fel. Ez a jelzés csupán a megfogalmazás eredetét és a szerzői jogokat jelzi, nem szolgál a cikkben szereplő információk forrásmegjelöléseként.
- Ez a szócikk részben vagy egészben  a   Director of the National Security Agency című angol Wikipédia-szócikk ezen változatának fordításán alapul.  Az eredeti cikk szerkesztőit annak laptörténete sorolja fel. Ez a jelzés csupán a megfogalmazás eredetét és a szerzői jogokat jelzi, nem szolgál a cikkben szereplő információk forrásmegjelöléseként.